# Griekse cijfers

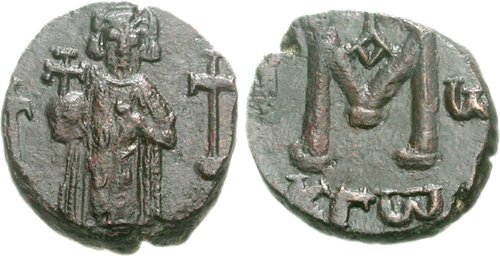
De 'san' geeft de waarde aan van deze Byzantijnse munt: 40 nummi, geslagen onder keizer Justinianus II tussen 687 en 695

Griekse cijfers behoren tot een talstelsel dat met behulp van letters van het Grieks alfabet wordt gevormd. Zij worden in het moderne Griekenland nog steeds voor de rangtelwoorden, eerste, tweede enzovoort gebruikt en in gevallen waar men in het Westen typisch Romeinse cijfers zou gebruiken, maar men noteert normaal getallen met Arabische cijfers.
Het oudste getalsysteem in Griekenland werd gevormd door de Attische cijfers, waarop later de Romeinse cijfers zouden worden gebaseerd, met de volgende letterwaardes: Ι = 1, Π = 5, Δ = 10, Η = 100, Χ = 1000, en Μ = 10.000.
Het Attische getalsysteem werd vanaf de vierde eeuw voor Christus vervangen door een quasi-decimaal alfabetisch systeem, dat ook wel het Ionische getalsysteem wordt genoemd. Ieder cijfer (1, 2, ..., 9), elk tiental (10, 20, ..., 90), en elk honderdtal (100, 200, ..., 900) werd weergegeven door een aparte letter. Dit systeem vereist 27 letters, zodat het 24-letterig Griekse alfabet moest worden aangevuld met een drietal in onbruik geraakte letters: digamma Ϝ, hoewel ς of στ ook werden gebruikt, voor 6, qoppa Ϟ voor 90 en sampi Ϡ voor 900. Een Grieks nummerteken (ʹ) of enkelvoudig aanhalingsteken (´) werd gebruikt om getallen te onderscheiden van letters.
Binnen het Ionische getalsysteem werd de letterwaarde van de afzonderlijke symbolen opgeteld om de totale woordwaarde te bepalen. Zo werd 241 bijvoorbeeld genoteerd als σμαʹ = 200 + 40 + 1.
Om de getallen van 1.000 tot en met 999.999 te noteren, werden dezelfde symbolen hergebruikt voor de duizendtallen, tienduizendvouden, en honderdduizendvouden. Een komma of Grieks laag nummerteken (͵) werd voor de duizendtallen gezet om ze te onderscheiden van het eerdergenoemde gebruik, dat wil zeggen links, aangezien het Grieks van links naar rechts genoteerd wordt. Zo werd 2005 bijvoorbeeld weergegeven als ͵βεʹ = 2000 + 5.
| Letter                      | Waarde |    | Letter | Waarde |     | Letter | Waarde |
| αʹ                          | 1      | ιʹ | 10     | ρʹ     | 100 |        |        |
| βʹ                          | 2      | κʹ | 20     | σʹ     | 200 |        |        |
| γʹ                          | 3      | λʹ | 30     | τʹ     | 300 |        |        |
| δʹ                          | 4      | μʹ | 40     | υʹ     | 400 |        |        |
| εʹ                          | 5      | νʹ | 50     | φʹ     | 500 |        |        |
| Ϝʹ of ςʹ of Ϛʹ of ϛʹ of στʹ | 6      | ξʹ | 60     | χʹ     | 600 |        |        |
| ζʹ                          | 7      | οʹ | 70     | ψʹ     | 700 |        |        |
| ηʹ                          | 8      | πʹ | 80     | ωʹ     | 800 |        |        |
| θʹ                          | 9      | Ϟʹ | 90     | Ϡʹ     | 900 |        |        |

## Helleense nul
Helleense astronomen breidden dit systeem uit tot een zestigtallig positioneel getalsysteem door op elke positie een maximale waarde van 50 + 9 toe te staan en door een speciaal symbool voor nul in te voeren, dat ook op de wijze van de moderne nul werd gebruikt en niet slechts als dummysymbool. Dit systeem werd echter meestal gebruikt voor het fractionele deel van het getal, die minuten, seconden, derden, vierden, etc. werden genoemd, en niet voor het geheel getal. Dit systeem werd waarschijnlijk in een enigszins aangepaste vorm overgenomen van de Babylonische cijfers van Hipparchus. Het werd onder meer gebruikt door Claudius Ptolemaeus, Theon van Alexandria en Theons dochter Hypatia.
Het symbool voor de nul in het Griekse zestigtallig stelsel veranderde in de loop van de tijd. Het symbool dat in de tweede eeuw op papyrus werd gebruikt was een heel kleine cirkel met daarboven een streep die enige diameters lang was, al dan niet op de een of andere manier afgewerkt aan beide einden. Uiteindelijk werd de streep erboven ingekort tot een enkele diameter, vergelijkbaar met het symbool (ō) dat nog in de Late Middeleeuwen in Arabische manuscripten werd gebruikt binnen 'alfabetische' getallen. Maar in Byzantijnse manuscripten werd de streep erboven weggelaten zodat alleen een simpele ο overbleef. Deze geleidelijke verandering van een speciaal bedacht symbool tot de meer gangbare ο lijkt in tegenspraak met de hypothese dat de ο een afkorting was van ουδεν dat 'niets' betekent.